# خوش ميوة
خوش ميوة (بالفارسية: خوش‌میوه) هي قرية تقع في قسم بشتكوة موغوئي الريفي في إيران. يقدر عدد سكانها بـ 40 نسمة بحسب إحصاء 2016.